# El caballo de hierro
El caballo de hierro (título original en inglés: The Iron Horse) es una película muda estadounidense de 1924 adscrita al género del wéstern y dirigida por John Ford. Está basada en una historia original de Charles Kenyon y John Russell con guion del primero, fue producida por Fox Film Corporation y protagonizada en sus principales papeles por George O'Brien y Madge Bellamy.

## Sinopsis
Los pequeños Davy y Miriam juegan juntos mientras el señor Brandon, agrimensor y padre de Davy, cuenta a un joven Abraham Lincoln su sueño de unir las dos costas de los Estados Unidos mediante el tren. El visionario Brandon no podrá ver cumplido su sueño pues, cuando busca un paso entre las montañas para el futuro ferrocarril, muere en presencia de su hijo a manos de un blanco que lidera una tribu de indios.
Años más tarde, el ya presidente Lincoln autoriza la construcción del ferrocarril transcontinental con la colaboración competitiva de las compañías Union Pacific y Central Pacific. El ya adulto Davy Brandon (George O'Brien), por entonces jinete del Pony Express, se une al proyecto emprendido por el contratista Thomas Marsh (Will Walling), padre de la ahora hermosa joven Miriam (Madge Bellamy). Junto con el ingeniero Jesson, prometido de Miriam, emprende un viaje para encontrar el paso entre las montañas. Sin embargo, Jesson ha sido sobornado por el terrateniente Bauman, propietario de las tierras por las que tendría que pasar el ferrocarril en caso de que no existiera paso alguno entre las montañas, y que no es otro que el asesino del padre de Davy. Aunque Davy consigue localizar el paso montañoso que permitiría el establecimiento de una conexión mucho más rápida de lo que se había esperado, el riesgo de que los cheyennes, instigados nuevamente por Bauman, ataquen a los trabajadores amenaza con estropear el ambicioso proyecto.
La continuación del romance entre Davy y Miriam discurre en paralelo con el enfrentamiento con Bauman y sus indios. Davy conseguirá tanto desbancar al traicionero Jesson como vengar el asesinato de su padre. La creciente atracción existente entre Davy y Miriam culminará al tiempo que las líneas de las dos compañías rivales convergen en Promontory (Utah).

## Producción
El caballo de hierro fue la respuesta rápida y contundente de la Fox al éxito del western épico La caravana de Oregón (The Covered Wagon, 1923), producida un año antes por la Paramount y dirigida por el entonces popular y hoy casi olvidado James Cruze. Aunque el proyecto comenzó siendo más modesto de como terminó, William Fox tiró la casa por la ventana y le dio a John Ford, que nunca antes había contado con tantos recursos, carta blanca para que evocara de la manera más épica posible la construcción del primer ferrocarril transcontinental. Pese a que las cifras y datos ofrecidos en su día por la productora fueron sin duda exagerados con fines publicitarios, dan una buena idea de la magnitud del proyecto: tres mil figurantes para representar a los trabajadores del ferrocarril, entre ellos mil chinos, ochocientos indios y un regimiento entero del ejército; un centenar de cocineros para alimentar al equipo; dos mil caballos, 1.300 bisontes y diez mil cabezas de ganado; un par de locomotoras auténticas que habían sobrevivido a aquella titánica peripecia de 1869, la diligencia de Horace Greeley y la auténtica Derringer de Wild Bill Hickok. Todos estos medios fueron puestos a disposición de Ford.
El filme, rodado en Reno (Nevada), es el rodaje más importante de su época en exteriores, pudiendo ser considerado como una auténtica superproducción. El equipo se había trasladado al lugar sin estar preparado para las duras condiciones, lo que obligó a la Fox a incrementar su inversión para evitar el fracaso. Se construyeron dos ciudades para filmar las tomas generales y el equipo técnico y los actores desafiaron las inclemencias del tiempo de la región donde se rodaron las escenas de exteriores de enero a marzo de 1924; buena parte de la filmación transcurrió entre -25 y -30 °C. Todo ello incrementó el tono de epopeya de la película. Por primera vez se utilizó un agujero para poner las cámaras, por cuya parte superior pasó la furia de las bestias.
Al parecer, cuando el tiempo empeoró, Ford decidió continuar con el rodaje adaptando el guion al clima. Cuando el equipo llevaba un mes trabajando en esas condiciones, el productor dio instrucciones de abandonar. Ford ignoró las órdenes (que se repitieron cada vez con mayor frecuencia e intensidad) y continuó rodando bajo la ventisca. El resultado fue muy positivo para el tono épico de la obra y para los intereses del estudio.
Puesto que un ejecutivo de Fox consideró que la protagonista femenina no tenía suficientes planos, se grabaron nuevas escenas con otro director y se añadieron al montaje final, lo que irritó a Ford.
El coste de la producción ascendió a unos 280.000 dólares de la época, que fueron ampliamente recuperados tras su estreno el 28 de agosto de 1924, llegando a recaudar inicialmente unos 3.000.000 $.

## Dirección
Cuando John Ford comienza el rodaje de El caballo de hierro ya tiene, pese a su juventud (treinta años), una experiencia consistente en más de cuarenta películas silentes de variado metraje; muchas de ellas, westerns en su mayoría protagonizados por Harry Carey y producidos por Universal. En 1920 había pasado a Fox Film Corporation, donde la rentabilidad de sus películas de bajo coste hizo que recibiera encargos de mayor calidad y presupuesto. En 1923 dirigió Cameo Kirby, filme con el que consideró conveniente cambiar su anterior firma de Jack Ford y sustituirla por la de John Ford, que sería ya definitiva.
El caballo de hierro no estaba concebido como una superproducción en un principio. Sin embargo, el interés de la productora por evitar un fracaso acabó convirtiéndola en tal. Ford no se encontró cómodo en la nueva situación, pero demostró que era capaz de afrontarla y dirigir a un amplísimo equipo técnico y artístico con solvencia en condiciones muy difíciles. Ello consolidó su posición en la industria cinematográfica.

Instantánea de la auténtica ceremonia de finalización del ferrocarril transcontinental en Promontory (Utah), el 10 de mayo de 1869. La película recrea épicamente la construcción de la línea férrea como marco de una historia de ficción.

La película muestra una integrada mezcla de estilos a lo largo de su metraje: la utilización de abundantes elementos históricos (como las locomotoras de la época) proporcionan un aire próximo al documental en muchas secuencias; la trama romántica entre los dos protagonistas cubre una parte del filme, pero dista de ser predominante (al contrario que en otras películas fordianas en las que el sustrato histórico se limita a ser el telón de fondo de la historia personal); la amplia diversidad de tipos humanos reflejados en los abundantes personajes secundarios y los numerosos extras que trabajan en el tendido de la línea ferroviaria, reforzada por las dificultades del rodaje (similares a las del evento histórico relatado) desembocan en un tono épico que fue reflejado por la publicidad y muy apreciado por el público; como contrapunto a la seriedad de los anteriores planteamientos, el director recurrió a un dosificado uso de la comedia a través de determinados personajes secundarios, como los tres borrachines irlandeses que tan habituales serán en sus futuras películas; por último, el melodrama está presente en numerosos momentos debido a la tragedia familiar que sufre el protagonista masculino y su posterior venganza, así como en el peligro real que sufren los trabajadores del tendido.
La incidental aparición del presidente Abraham Lincoln, primero en su juventud al principio de la historia, y luego ya como impulsor político del ferrocarril transcontinental, muestra el interés que Ford sintió por el personaje, al que presenta como artífice de la unidad de la nación. El Presidente aparecería de nuevo en dos futuras películas del director: The Prisoner of Shark Island (Prisionero del odio, 1936), que versará sobre el médico que atendió al asesino de Lincoln y fue condenado por ello; y Young Mr Lincoln (El joven Lincoln, 1939), que tratará la etapa juvenil del político.
Algunos de los momentos más valorados por la crítica son: la socarronería de la secuencia en la que los trabajadores abandonan los picos con los que trabajan para tomar los fusiles y repeler un ataque de los indios, volviendo a continuación a tomar los picos y seguir cantando como si nada hubiera pasado; la trágica secuencia nocturna de la muerte del señor Brandon a manos de Bauman, iluminada por la hoguera; el ataque de los cheyennes al tren, plasmado a través de la proyección de sus sombras sobre los vagones; o la espectacular secuencia de la batalla final, en la que Davy Brandon y un grupo de trabajadores resisten el ataque indio... hasta que son salvados por una columna de guerreros pawnees (en vez de la tradicional caballería).
A pesar de la fama que Ford arrastró toda su vida de ser un director de ideología conservadora, racista y patriotera, esta temprana película ya muestra detalles que desmienten tales etiquetas, como el hecho de que el villano de la función no sea un auténtico indio sino un terrateniente blanco renegado, que la salvación final provenga de unos refuerzos también indios o que el cadáver de un indio caído en el combate sea velado por su fiel perro.
El elevado coste de la producción, la abundante utilización de recursos humanos y el tono épico del filme, le confieren un estilo similar al de Cecil B. DeMille. De hecho, este director utilizó el mismo tema histórico en su posterior película Unión Pacífico, de 1939.

## Interpretación
El reparto está encabezado por George O'Brien, un antiguo extra y asistente de cámara a quien John Ford lanzó al estrellato. Esta colaboración se repetiría en seis películas más hasta 1931 (entre ellas la gran Tres hombres malos). Posteriormente, O'Brien se convirtió en un popular protagonista de westerns de bajo presupuesto durante los años '30, aunque quizá su más destacado trabajo sea en Amanecer de F.W. Murnau. Años más tarde volvería a colaborar con el director tuerto en Fort Apache y otros westerns. Sin embargo, aunque su personaje es el nexo de unión entre la épica construcción del ferrocarril, la trama romántica y la de venganza, su presencia queda algo difuminada entre la gran cantidad de personajes secundarios.
Respecto a Madge Bellamy, está todavía más confinada en su papel romántico y ya se ha señalado la predilección que el estudio sentía por ella hasta el punto de alterar la obra de Ford para reforzar su presencia en la pantalla.
Fred Kohler compone a un magnífico villano, que en este western no es un indio (aunque lidere a los cheyennes) sino un ambicioso terrateniente. Ford utilizará hábilmente la discapacidad de Kohler (le faltaban tres dedos de la mano derecha) integrándola en la trama; el pequeño Davy sólo puede ver la mano del asesino de su padre en el momento en que empuña el hacha, lo que le permitirá identificarle durante el enfrentamiento final.
Son los numerosos secundarios que interpretan tipos del Salvaje Oeste los que destacan: James Marcus encarnando a un fornido juez y tabernero claramente inspirado en Roy Bean; J. Farrell MacDonald, actor habitual de Ford, da vida al cabo Casey, veterano siempre flanqueado por sus compañeros, anticipando tipos que se repetirían en posteriores películas de Ford; o el ya mencionado Abraham Lincoln, interpretado por Charles Edward Bull (actor que trabajó en el cine interpretando sólo a Lincoln, tanto en esta película como en La campana de alarma, de 1927), que se integra entre los numerosos personajes ficticios con suma facilidad, uniendo la realidad histórica con la trama de ficción.
Parece que Jean Arthur interpretó un pequeño papel sin acreditar. La actriz había debutado precisamente en una película de Ford, Cameo Kirby (Sota, caballo y rey, 1923), y adquiriría mayor fama con el cine sonoro, volviendo a trabajar con el director en The Whole Town's Talking (conocida en español como Pasaporte a la fama o El enemigo público nº 1, 1935).

### Reparto
| - George O'Brien - Davy Brandon - Madge Bellamy - Miriam Marsh - Charles Edward Bull - Abraham Lincoln - Will Walling - Thomas Marsh - Fred Kohler - Bauman | - Cyril Chadwick - Peter Jesson - Gladys Hulette - Ruby - James Marcus - el juez Haller - Francis Powers - el sargento Slattery - J. Farrell MacDonald - el cabo Casey | - James Welch - el soldado Mackay - George Wagner - Búfalo Bill - Jack O'Brien - Dinny - Colin Chase - Tony |

## Valoraciones
La película alcanzó un notable éxito en su momento, permitiendo a Fox recuperar su inversión y obtener importantes beneficios, y tuvo también una excelente acogida por la crítica. Con el paso del tiempo, ésta ha matizado la opinión y no la considera la mejor obra muda de Ford (posición que otorga a la posterior Tres hombres malos), pero sí continúa considerando que reúne gran parte de los valores del mejor cine del director y que cautiva por su grandeza. Aunque el director ya había dirigido numerosos westerns para entonces, se considera que este es el primero que tiene como elemento fundamental la épica, característica que permanecerá en su futura producción en este género.
Hay que tener en cuenta, no obstante, que las copias del filme que se conservan y difunden en la actualidad tienen una duración de 133 minutos, mientras que la duración original de la obra estaba en torno a los 160 minutos. En aquella época se filmaban simultáneamente dos versiones: la nacional, y la internacional, principalmente dedicada al mercado británico. Esta última solía ser secundaria, pero es la que se ha utilizado para la restauración de la película y la más difundida en la actualidad. La pérdida de secuencias y consiguiente alteración del montaje puede haber afectado a la calidad del filme tal como lo conocemos hoy.
En 2011 la Biblioteca del Congreso de los Estados Unidos la incluyó en su Registro Cinematográfico Nacional, reconociendo así su influencia en los posteriores westerns y en la cultura norteamericana.